# 張一元
張一元（ちょういちげん、簡体字: 張一元）は、中国の北京市前門大街にあるお茶屋。清朝の光緒26年（1900年）に創業した。中国を代表するお茶屋で、中華老字号のひとつである。

## 参照
- 张一元 中国茶
- 第6回 ペスのお散歩（前門編）
- 北京の老舗 (10) 張一元茶荘